# Ellen Herman
Ellen Herman Kimball (Toledo, 30 luglio 1988) è un'ex pallavolista e allenatrice di pallavolo statunitense.
Giocava nel ruolo di schiacciatrice ed è assistente allenatrice alla University of Connecticut.

## Carriera

### Giocatrice
La carriera di Ellen Herman inizia nei tornei scolastici statunitensi, giocando per la Central Catholic High School; in seguito gioca anche a livello universitario, prendendo parte alla NCAA Division I dal 2006 al 2009 con la Ohio University.
Nella stagione 2010-11 firma il suo primo contratto professionistico, approdando nella 1. Bundesliga tedesca, difendendo i colori del Turnverein Fischbek von 1921 di Amburgo; tuttavia resta legata al club solo fino a dicembre, approdando a gennaio alle Valencianas de Juncos, in Porto Rico, partecipando brevemente, ma senza concludere l'annata, alla Liga de Voleibol Superior Femenino 2011.
Nella stagione 2011-12 gioca in Svizzera, prendendo parte alla Lega Nazionale A col Neuchâtel Université Club Volleyball, uscendo sconfitta in finale di Supercoppa svizzera e in finale scudetto; ritorna a giocare nel club elvetico anche nella stagione seguente, conclusa la quale si ritira dalla pallavolo giocata.

### Allenatrice
Dopo la breve parentesi in Porto Rico, nel 2011 viene ingaggiata come assistente allenatrice dalla University of Connecticut, dove ritorna stabilmente, dopo il ritiro dalla pallavolo giocata, dal 2014.